# Serrallo

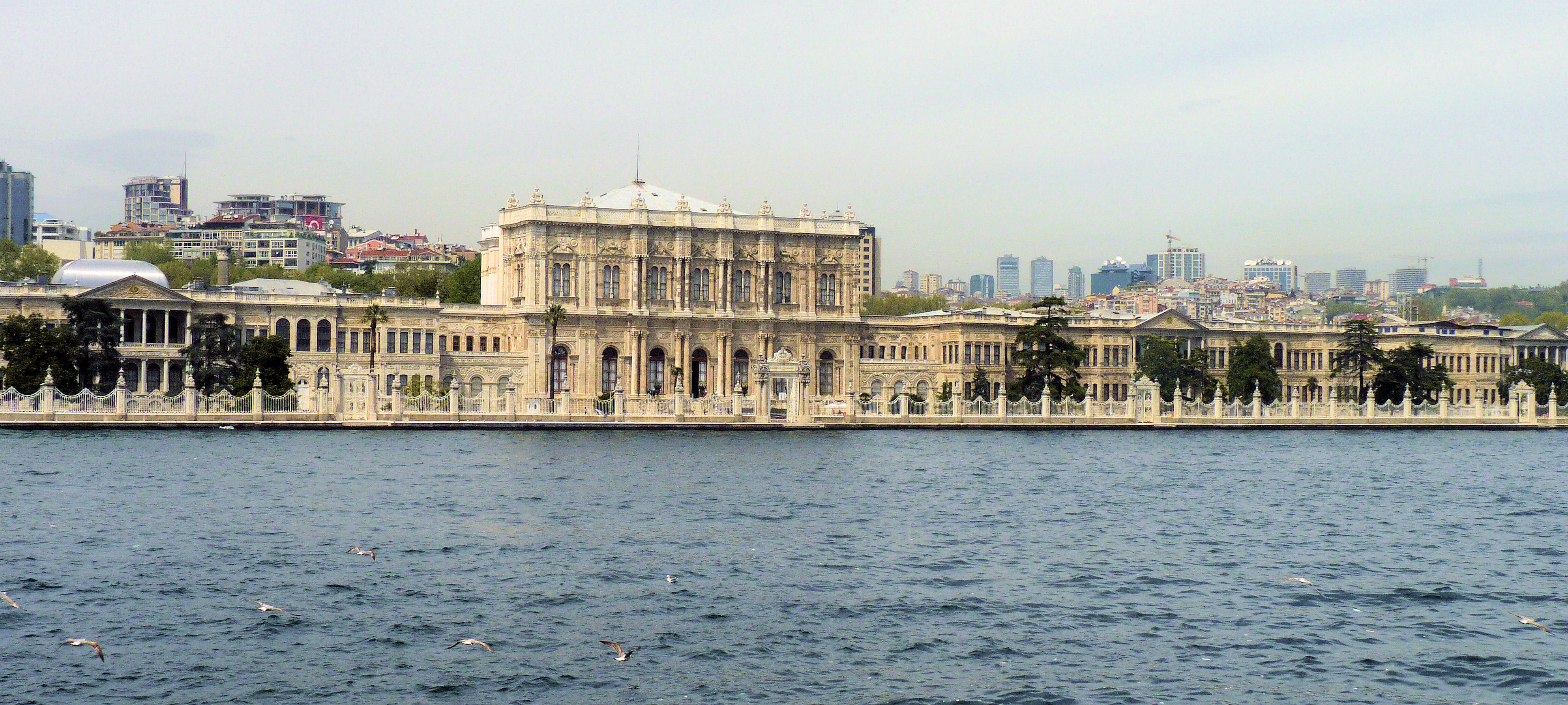
Dolmabahçe Sarayı.

Un serrallo (en turco: saray palacio, a través de la italianización "seraglio") es un palacio o bien residencia de un regidor turco.
El término se utiliza principalmente para denominar a los palacios de los sultanes otomanos. Sobre todo en el siglo XVIII fue un término que despertara exóticas y lujuriosas fantasías entre los europeos respecto a la cultura del Imperio otomano, tal y como hiciera Mozart en su ópera El rapto en el Serrallo.
Los grandes serrallos de Estambul están considerados como obras maestras de la arquitectura otomana (por ejemplo el célebre Topkapı). 
También se conoce como serrallo al área residencial de las mujeres y concubinas (odaliscas) en una residencia musulmana o el harén de un palacio musulmán.

## Serrallos destacados
- Palacio de Topkapı (Estambul)
- Palacio de Dolmabahçe (Estambul)
- Palacio de Ishak Pachá (Doğubayazıt)
- Palacio de Beylerbeyi (Estambul)
- Palacio de Yıldız (Estambul)